# هنرمند مخ‌زنی (فیلم)
هنرمند برنده (به انگلیسی: The Pick-up Artist) یک فیلم سینمایی آمریکایی در سبک فیلم درام و کمدی رمانتیک محصول سال ۱۹۸۷ به کارگردانی و نویسندگی جیمز توباک است. 

## داستان
مردی خوشگذران وقتی عاشق زنی که بدهی سنگینی به مافیا دارد می‌شود، عشق واقعی خود را پیدا کرده و برای کمک به او تلاش می‌کند

## بازیگران
- مالی رینگوالد
- رابرت داونی جونیور
- دنیس هاپر
- دنی آیلو
- میلدرد دانوک
- هاروی کایتل
- باب گانتون
- براون همیل
- تامارا برونو
- ونسا ال. ویلیامز
- آنجی کمپف
- پالی درپر
- فردریک کوهلر
- رابرت تاون
- ویکتوریا جکسون
- لورین براکو
- فرد ملامد
- دانیل اسمیت
- کریستین برنسکی